# Simon Benzon-ház
A Simon Benson-ház (angolul: Simon Benson House) lakóház az Amerikai Egyesült Államok Oregon államának Portland városában. 1983-ban bekerült a történelmi helyek jegyzékébe.

## Története
Az Anna királynő stílusú ház 1900-ban fakeretre épült. Simon Benson norvég filantróp, a Benson Műszaki Középiskola és a Benson Bubbler ivókutak finanszírozójának lakóhelyeként szolgált, aki 1913-ig, a Benson Hotel elkészültéig élt itt családjával.
Az 1930-as években apartmanházként szolgált, majd 2000-ben a Portlandi Állami Egyetem campusára költöztették. Egykor itt volt az alumniszövetség székhelye.

## Fordítás
- Ez a szócikk részben vagy egészben  a   Simon Benson House című angol Wikipédia-szócikk ezen változatának fordításán alapul.  Az eredeti cikk szerkesztőit annak laptörténete sorolja fel. Ez a jelzés csupán a megfogalmazás eredetét és a szerzői jogokat jelzi, nem szolgál a cikkben szereplő információk forrásmegjelöléseként.